# Rostom Ier d'Iméréthie
Pour les articles homonymes, voir Rostam (homonymie).
Rostom Ier d’Iméréthie (1571-1605) est un roi d'Iméréthie de la dynastie des Bagration ayant régné de 1588 à 1589 et de 1590 à 1605.

## Biographie
Fils aîné du roi Constantin III d'Iméréthie, il tente d’occuper le trône après la disparition de Léon Ier d'Iméréthie mais il est chassé par son compétiteur Bagrat IV d'Iméréthie. Il réussit à s’imposer après la déposition de ce dernier en 1590.
Rostom Ier meurt en 1605 sans laisser de descendance de son union en 1597 avec Tinatine, fille de Manoutchar II Jakéli, prince du Samtskhé. Son demi-frère cadet Georges III assure alors la succession.

## Sources
- Cyrille Toumanoff, Les dynasties de la Caucasie chrétienne de l'Antiquité jusqu'au XIXe siècle : Tables généalogiques et chronologiques, Rome, 1990, p. 181-182.
- Marie-Félicité Brosset, Histoire de la Géorgie, tome II : Histoire moderne de la Géorgie, réédition Adamant Media Corporation  (ISBN 0543944808), p. 263-265.
- (en) Alexandre Mikaberidzé, « Rostom King of Imereti », dans Dictionary of Georgian National Biography, 2007.